# 上海合作组织
上海合作组织（简称上合组织，縮寫为 ，縮寫为 ）是中华人民共和国、俄羅斯聯邦、哈萨克斯坦、吉爾吉斯、塔吉克斯坦、烏茲別克、巴基斯坦、印度、伊朗和白俄罗斯等10个國家組成的國際組織，另有2个观察员國：蒙古国和阿富汗（前政府），以及14個對話夥伴：亚美尼亚、阿塞拜疆、柬埔寨、尼泊尔、斯里蘭卡、土耳其、沙特阿拉伯、埃及、卡塔尔、缅甸、科威特、阿拉伯联合酋长国、马尔代夫、巴林。工作語言為漢語和俄語。成员总面积为约3,600万平方公里，約為亚欧大陆总面积的3/5，人口约34亿，約为世界总人口的43%。这是在中国境内成立的第二个政府與政府之间的国际性组织，也是首次以中國城市命名的政府间国际组织。上海合作组织表示以“上海精神”解决各成员国间的边境问题。
上合组织是上海五国的继承者，上海五国于1996年由中华人民共和国、哈萨克斯坦、吉尔吉斯斯坦、俄罗斯和塔吉克斯坦组成。2001年6月，这些国家和乌兹别克斯坦领导人在上海会面，宣布成立一个新组织，深化政治和经济合作。2017年6月，它扩展到八个国家，包括印度和巴基斯坦。伊朗和白俄罗斯也分別于2023年7月和2024年7月加入该组织。多个国家也作为观察员或对话伙伴参与其中。
上海合作组织由其最高决策机构——国家元首理事会（HSC）领导，每年举行一次会议。该组织还包含区域反恐机构（RATS）。

## 架构

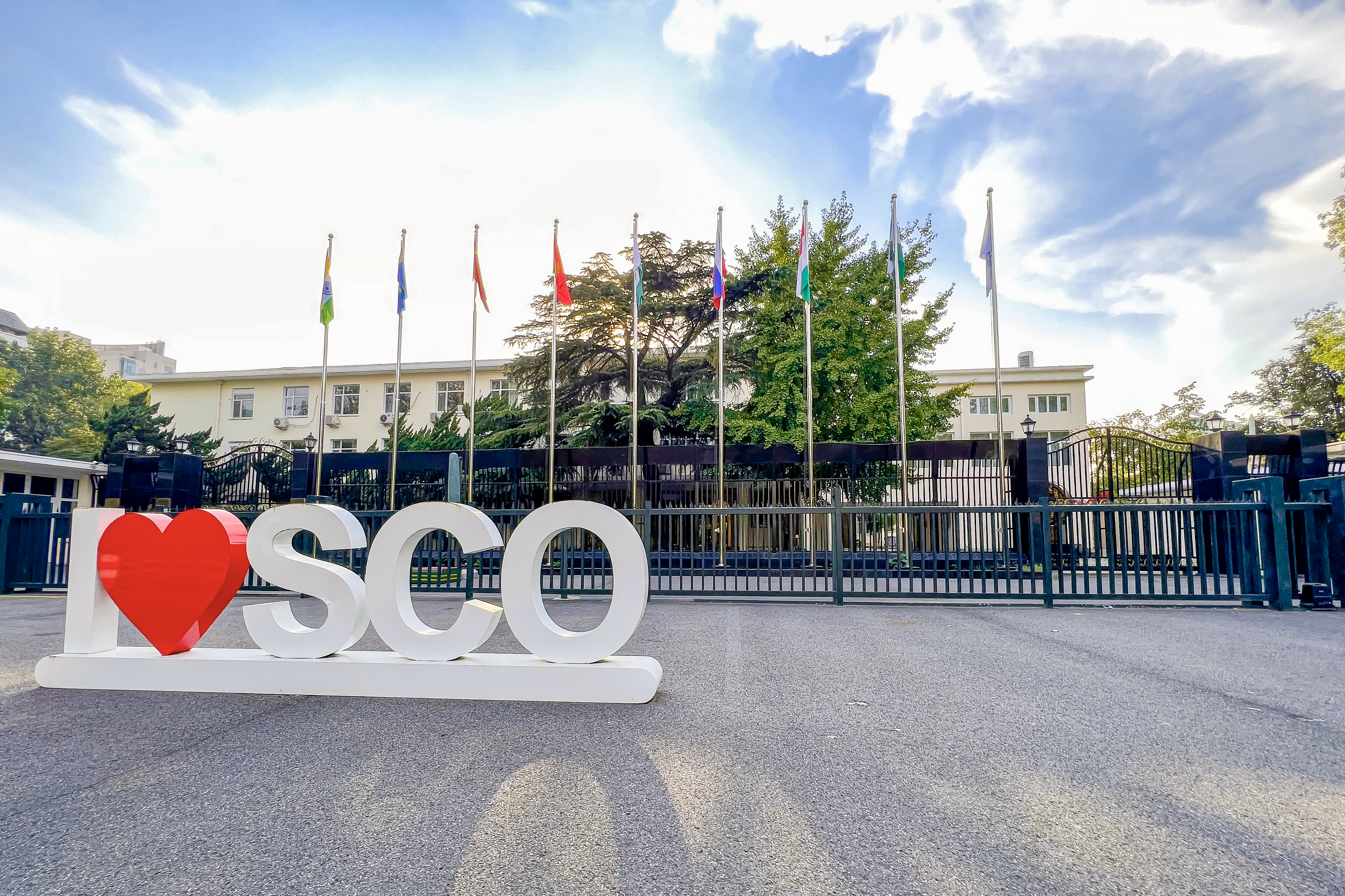
上海合作组织秘书处

上合组织最高决策机构是成员国元首理事会，该会议每年举行一次，决定本组织所有重要问题。政府首脑（总理）理事会每年举行一次，讨论本组织框架下多边合作和优先领域的战略，决定经济及其他领域的原则性和重要问题，通过组织预算。上合组织工作语言为汉语和俄语。
除元首理事会会议和政府首脑理事会会议外，运行的机制还有议会领导人会议、安全会议秘书会议、外长会议、国防部长会议、紧急救灾部门领导人会议、经贸部长会议、交通部长会议、文化部长会议、教育部长会议、卫生部长会议、执法部门领导人会议、最高法院院长会议、总检察长会议等。上合组织成员国国家协调员理事会是上合组织框架下的协调机制。
上海合作組織有兩個常設機搆，分別是設於中國首都北京的「上合组织秘书处」，以及設於乌兹別克斯坦首都塔什干的「地区反恐怖机构执行委员会」。
秘书处的主要职能是为组织活动提供协调、信息分析、法律和技术保障。
地区反恐怖机构的主要職能是準備有關打擊恐怖主義、分裂主義、極端主義的建議和意見；收集並分析反恐機構從成員國獲取的信息，建立及補充反恐機構資料庫；加強成員國在應有關成員國請求準備和舉行反恐演習、以及準備和舉行打擊恐怖主義、分裂主義、極端主義的緝捕和其他行動中進行協作；參與準備涉及打擊恐怖主義、分裂主義、極端主義問題的國際法律文件草案；協助培訓反恐專家及相關人員、準備及舉行學術會議、研討會、協助就打擊恐怖主義、分裂主義、極端主義問題交換信息。
两个机构各自独立工作，但秘书处级别比反恐怖机构级别高，在重大事件上，地区反恐机构每年都要向秘书处报告。只有秘书处及秘书长能对外代表上合组织。工作人员由各国推选，中国一般由外交部人员担任。
秘书长由国家元首理事会任命，按照上合组织成员国首字母的俄文顺序，由各国轮流来担任，每次任期3年。
而地区反恐怖机构执行主任由国家元首理事会任命，任期3年。

### 歷任秘书长
| 届 | 秘书长 | 秘书长                  | 出身国 | 任职时间                    |
| -- | ------ | ----------------------- | ------ | --------------------------- |
| 1  |        | 张德广                  | 中国   | 2004年1月15日－2007年1月1日 |
| 2  |        | 博拉特·努尔加利耶夫     |        | 2007年1月1日－2010年1月1日  |
| 3  |        | 穆拉特别克·伊马纳利耶夫 |        | 2010年1月1日－2013年1月1日  |
| 4  |        | 德米特里·梅津采夫       | 俄羅斯 | 2013年1月1日－2016年1月1日  |
| 5  |        | 拉希德·阿利莫夫         |        | 2016年1月1日－2019年1月1日  |
| 6  |        | 弗拉基米尔·诺罗夫       |        | 2019年1月1日－2022年1月1日  |
| 7  |        | 张明                    | 中国   | 2022年1月1日－2025年1月1日  |
| 8  |        | 努尔兰·叶尔梅克巴耶夫   |        | 2025年1月1日－現任          |

## 指导原则
上海合作组织以“互信、互利、平等、协商、尊重多种文明、谋求共同发展”为基本内容的“上海精神”作为相互关系的准则与合作原则；以及不结盟、不针对其他国家和地区、对外开放的原则。上海合作组织每年举行一次成员国国家元首正式会晤，定期举行政府首脑会晤，轮流在各成员国举行。组织的宗旨是加强各成员国之间的相互信任与睦邻友好；鼓励各成员国在政治、经贸、科技、文化、教育、能源、交通、环保及其它领域的有效合作；共同致力于维护和保障地区的和平、安全与稳定；建立民主、公正、合理的国际政治经济新秩序。
中华人民共和国驻俄罗斯大使表示，上海合作组织不是封闭的军事政治集团，该组织防务安全始终遵循公开、开放和透明的原则，奉行不结盟、不对抗、不针对任何其他国家和组织的原则，一直倡导互信、互利、平等、协作的新安全观。而《华盛顿邮报》认为上海合作组织是以中国和俄罗斯为首的中亚地区安全保障集团，被视为北约未来在东方的平衡器。

### 上海合作组织成员国长期睦邻友好合作条约
上海合作组织成员国长期睦邻友好合作条约是2007年上海合作组织制订的条约。公约订于吉尔吉斯斯坦，于2012年10月31日生效，保存人是上海合作组织秘书处。
各缔约国回顾联合国宪章、上海合作组织宪章，致力于使上海合作组织所在地区成为和平、合作、繁荣、和谐的地区；决心巩固组织成员国的友好关系，制订条约。2007年8月16日，中华人民共和国主席胡锦涛在比什凯克签署。2008年6月26日，第十一届全国人民代表大会常务委员会第三次会议上通过。2012年10月31日生效。2013年9月13日，习近平参加在吉尔吉斯斯坦比什凯克举行的上海合作组织成员国元首理事会第十三次会议，各方决定落实《上海合作组织成员国长期睦邻友好合作条约》。
条约由序言和26条正文组成，主要内容有：
1. 阐述了各方“和平共处、世代友好”，致力于使本组织所在地区成为和平、合作、繁荣、和谐地区的宗旨和原则；
2. 重申各方互不侵犯、互不干涉内政、和平解决分歧，不允许利用本国领土从事损害其他缔约方的活动，不参加任何针对其他缔约方的联盟或集团，不支持任何敌视其他缔约方的行动，在涉及国家主权、领土完整、安全、发展等重大问题上互相支持；
3. 强调缔约各方将致力于维护和巩固国际和平与安全，在维护和提高联合国作用、维护地区稳定方面加强协调和合作；
4. 全面确定了缔约各方在政治、国防、司法、经济、文化、教育、环保、救灾等各领域合作的原则、方向和重点；
5. 规定了条约的生效、修改和退出程序。

## 官方名称
上海合作组织官方工作语言是汉语和俄语。组织的正式名称用两种语言（括号内是缩写）是：
汉语：
- 简化字： [读音ⓘ]
- 繁体字： [讀音ⓘ]
- 罗马化：Shànghǎi Hézuò Zǔzhī（Shànghé Zǔzhī）

俄语：
- 西里尔字母：
- 罗马化：Shankhayskaya organizatsiya sotrudnichestva（ShOS）

## 成员
成员国      观察员国      对话伙伴国

### 正式成员国
| 成員     | 启动接纳日期  | 成员生效日期  | 发展进程             |
| -------- | ------------- | ------------- | -------------------- |
| 中國     | 不适用        | 2001年6月15日 | 上海合作组织创始成員 |
| 俄羅斯   | 不适用        | 2001年6月15日 | 上海合作组织创始成員 |
|          | 不适用        | 2001年6月15日 | 上海合作组织创始成員 |
|          | 不适用        | 2001年6月15日 | 上海合作组织创始成員 |
|          | 不适用        | 2001年6月15日 | 上海合作组织创始成員 |
|          | 不适用        | 2001年6月15日 | 上海合作组织创始成員 |
| 巴基斯坦 | 2015年6月10日 | 2017年6月9日  | 正式成员国增至8国    |
| 印度     | 2015年6月10日 | 2017年6月9日  | 正式成员国增至8国    |
| 伊朗     | 2021年9月17日 | 2023年7月4日  | 正式成员国增至9国    |
| 白俄羅斯 | 2022年9月16日 | 2024年7月4日  | 正式成员国增至10国   |

### 观察员国
| 观察员国 | 授予观察员日期 |
| -------- | -------------- |
| 现观察员 |                |
| 蒙古国   | 2004年         |
| 前观察员 |                |
| 印度     | 2005年7月5日   |
| 巴基斯坦 | 2005年7月5日   |
| 伊朗     | 2005年7月5日   |
| 阿富汗   | 2012年6月7日   |
| 白俄羅斯 | 2015年         |

### 对话伙伴

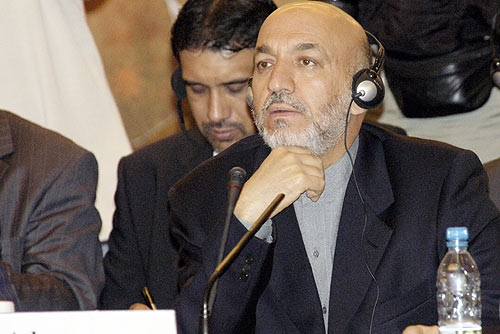
阿富汗总统哈米德·卡尔扎伊在2004年的上合组织峰会上。

对话伙伴地位创建于2008年。
| 對話夥伴国   | 状态批准            | 正式授予时间  |
| ------------ | ------------------- | ------------- |
| 现对话伙伴   |                     |               |
| 斯里蘭卡     | 2009年6月15日或16日 | 2010年5月6日  |
| 土耳其       | 2012年6月7日        | 2013年4月26日 |
| 柬埔寨       | 2015年7月10日       | 2015年9月24日 |
|              | 2015年7月10日       | 2016年3月14日 |
| 尼泊尔       | 2015年7月10日       | 2016年3月22日 |
| 亞美尼亞     | 2015年7月10日       | 2016年4月16日 |
| 埃及         | 2021年9月16日       | 2022年9月14日 |
|              | 2021年9月16日       | 2022年9月14日 |
| 沙烏地阿拉伯 | 2021年9月16日       | 2022年9月14日 |
| 科威特       | 2022年9月16日       | 2023年5月5日  |
| 馬爾地夫     | 2022年9月16日       | 2023年5月5日  |
| 緬甸         | 2022年9月16日       | 2023年5月5日  |
| 阿联酋       | 2022年9月16日       | 2023年5月5日  |
| 巴林         | 2022年9月16日       | 2023年7月15日 |
| 前对话伙伴   |                     |               |
| 白俄羅斯     | 2009年6月15日或16日 | 2010年4月28日 |

#### 地位提升前景
- 土耳其：2011年，土耳其申請成为上海合作組織對話伙伴，并于2013年获得批准[42]。土耳其总统雷杰普·塔伊普·埃尔多安曾表态该国议会曾经考虑放弃欧盟候选国（英语：Accession of Turkey to the European Union）地位，以争取成为上合组织正式成员国的机会[43]。2016年11月21日，在欧洲议会投票决定无限期暂停接纳土耳其加入欧盟程序2天后，2016年11月23日，土耳其获得上合组织能源俱乐部2017年届主席国席位。这使得土耳其成为上合组织下属机构中第一个非正式成员的主席国。当地时间2022年9月17日，据路透社援引土耳其NTV电视台等媒体报道，土耳其总统埃尔多安在乌兹别克斯坦撒马尔罕举办的上海合作组织成员国元首理事会第二十二次会议表示，让身为北约成员国的土耳其加入上海合作组织是他的目标。[44]2024年7月11日，埃尔多安向美国新闻周刊表态，称他不认为土耳其作为北约成员国地位会阻碍该国加入上合或金砖。[45]
- ：外交部发言人艾坎·哈吉扎达曾表态称，希望有朝一日能成为上合组织观察员国，甚至是正式成员国。在2024年7月3日的上合组织阿斯塔纳峰会上，哈萨克斯坦总统托卡耶夫会见阿塞拜疆总统阿利耶夫时确认了这几点。[46][47]

### 峰会主席国客人
- 东南亚国家联盟
- 獨立國家聯合體
- 联合国

### 未来的增扩前景
2010年上合组织峰会上，与会代表经过磋商达成了接纳新成员的程序。

#### 审议中
- ：2012年曾申请成为观察员国，不过由于现状作为正式成员的巴基斯坦方面仍有某些反对态度（参见东巴基斯坦问题），是否能够加入上合依然有待考证。[49][50]
- 叙利亚：2015年该国申请成为对话伙伴国[51]。此前原本计划申请成为观察员国，但上合组织秘书处一位匿名工作人员回复说应先申请成为对话伙伴国后才能进一步申请观察员席位。目前該國局勢混亂，且时年伊斯蘭國占領北部大片土地，一般認為問題沒有解決前加入上合的可能性很低。[52]
- 以色列：2016年以色列曾申请成为对话伙伴国[51]。由於伊朗已加入上合組織，但兩國關係不睦眾所周知，伊朗有可能會遊說其他上合成員不要接受以色列的入會申請；另一方面，同日本和南韓一樣，以色列跟美國之間關係也非常密切，能否加入上合變數頗大。另需指出，以色列与美国在联合国大会第七十七届会议上，在议程项目127(s)《联合国同上海合作组织的合作》（A/77/L.107）中投出了仅有的两张反对票。[53]
- 伊拉克：于2019年（一说更早）申请成为对话伙伴国。[54]
- 阿尔及利亚：于2023年7月宣布申请成为观察员国。[55][56]
- ：2024年申请成为上合组织对话伙伴。[57]

#### 观望中
- 越南：2011年曾表态希望申请成为观察员国，但未进一步发送申请书[42]。
- 乌克兰：曾于2012年亚努科维奇总统任期时表态可以考虑申请上合组织观察员席位，但由于现状与俄罗斯交恶，以及被俄罗斯认定为不友好国家，外界普遍认为乌克兰永远无法加入该组织。[58][59]

#### 已拒绝
- 美国：据《卫报》报道，美国曾于2005年申请成为观察员，不過遭拒絕，其原因是美国与上海合作组织任何成员国均无边界接壤[60]。
- ：俄罗斯曾邀请总统列席该组织峰会，所以有部分媒體曾认为土库曼斯坦与该组织有着非同一般的关系，但2019年该国议会已再次重申其永久中立国地位，这是被联合国大会决议承认的，这一身份使得土库曼斯坦不能加入任何区域性军事组织。但自2007年以来，土库曼斯坦每年都积极参与至少一次上合有关会议。[61][62]

### 成員領導人及其他资料
创始成员国
  后加入成员国
| 成員                 | 首都     | 國家元首                     | 政府首腦                 | 政治體制             | 立法機構                                       | 執政黨                 | 備註                  |
| -------------------- | -------- | ---------------------------- | ------------------------ | -------------------- | ---------------------------------------------- | ---------------------- | --------------------- |
| 中華人民共和國       | 北京市   | 國家主席 習近平              | 國務院總理 李強          | 一党制共和国         | 全國人民代表大會                               | 中國共產黨             | 上海五国 創始成員之一 |
| 俄羅斯聯邦           | 莫斯科   | 總統 弗拉基米尔·普京         | 總理 米哈伊尔·米舒斯京   | 半總統制聯邦共和國   | 俄羅斯聯邦會議 俄羅斯聯邦委員會 俄羅斯國家杜馬 | 统一俄罗斯             | 上海五国 創始成員之一 |
| 哈薩克斯坦共和國     | 阿斯塔納 | 總統 卡瑟姆若马尔特·托卡耶夫 | 總理 奧爾扎斯·別克捷諾夫 | 總統制               | 哈薩克斯坦議會                                 | 祖國之光               | 上海五国 創始成員之一 |
| 吉爾吉斯共和國       | 比什凯克 | 總統 萨德尔·扎帕罗夫         | 總理 阿克爾別克·扎帕羅夫 | 總統共和制           | 吉爾吉斯斯坦議會                               | 愛國黨                 | 上海五国 創始成員之一 |
| 塔吉克斯坦共和國     | 杜尚别   | 總統 埃莫马利·拉赫蒙         | 總理 科希尔·拉苏尔佐达   | 半總統制單一制       | 塔吉克斯坦議會                                 | 塔吉克斯坦人民民主党   | 上海五国 創始成員之一 |
| 烏茲別克斯坦共和國   | 塔什干   | 總統 沙夫卡特·米尔济约耶夫   | 總理 阿卜杜拉·阿里波夫   | 總統制兩院制         | 烏茲別克斯坦議會                               | 烏茲別克斯坦自由民主黨 | 創始成員之一          |
| 印度共和國           | 新德里   | 總統 德拉帕迪·慕爾穆         | 總理 纳伦德拉·莫迪       | 聯邦制議會制         | 印度議會 印度人民院 印度聯邦院                 | 印度人民黨             | 2017年新加入會員      |
| 巴基斯坦伊斯蘭共和國 | 伊斯兰堡 | 總統 阿西夫·阿里·扎尔达里    | 總理 夏巴茲·謝里夫       | 聯邦制議會制         | 巴基斯坦議會                                   | 巴基斯坦正义运动       | 2017年新加入會員      |
| 伊朗伊斯蘭共和國     | 德黑兰   | 最高领袖 阿里·哈梅內伊       | 总统 马苏德·佩泽希齐扬   | 单一制政教合一总统制 | 伊斯蘭議會                                     | 战斗教士联盟           | 2023年新加入会员      |
| 白俄羅斯共和國       | 明斯克   | 總統 亚历山大·卢卡申科       | 總理 罗曼·戈洛夫琴科     | 半總統制單一制       | 白俄羅斯共和國院 白俄羅斯眾議院                | 白罗斯                 | 2024年新加入會員      |

## 发展历程

### 前身
上海五国会晤机制是上海合作組織的前身，從中國與俄羅斯、哈薩克斯坦、吉爾吉斯斯坦、塔吉克斯坦四國加強邊境地區的信任和裁軍開始發展起來的定期会晤机制。上海五国集团于1996年4月26日成立，中国、哈萨克斯坦、吉尔吉斯斯坦、俄罗斯和塔吉克斯坦五国元首在上海签署了《深化边境地区军事信任条约》。
1996年和1997年，五國元首先後在中国上海和俄罗斯莫斯科舉行會晤，簽署《關於在邊境地區加強軍事領域信任的協定》和《關於在邊境地區相互裁減軍事力量的協定》。1997年4月24日，这些国家在俄罗斯莫斯科举行的会议上签署了《边境地区裁减军事力量条约》。1997年5月20日，俄罗斯总统鲍里斯·叶利钦和中国国家主席江泽民签署了“多极世界”宣言。此後這一年度會晤形式被固定下來，輪流在五國舉行。會晤內容也由加強邊境地區信任逐步擴大到五國在政治、安全、外交、經貿等各個領域的互利合作。
随后的上海五国集团年度峰会分别于1998年在哈萨克斯坦阿拉木图、1999年在吉尔吉斯斯坦比什凯克和2000年在塔吉克斯坦杜尚别举行。2000年杜尚別峰會時，烏茲別克斯坦總統應邀以主席國客人身份與會。由於五國元首首次會晤在上海舉行，因此這一合作機制後來被冠以「上海五國」的稱謂。在杜尚别峰会上，成员们一致同意“反对干涉他国内政”，“人道主义”和“保护人权”；并支持彼此维护五国国家独立、主权、领土完整和社会稳定的努力。上海五国结构有助于加快成员国解决边界争端、就边境军事部署达成一致领域，并解决安全威胁。

### 成立与发展
2001年6月15日，上海五国集团年度峰会回到上海，烏茲別克斯坦加入「上海五國」機制，與中、俄、哈、吉、塔簽署《上海合作組織成立宣言》和《打擊恐怖主義、分裂主義和极端主義上海公約》。峰会赞扬上海五国机制迄今为止所发挥的作用，宣布将集团峰会制度化，正式成立上海合作组织，以深化政治和经济合作，並提出了「互信、互利、平等、協商、尊重多樣文明、謀求共同發展」的「上海精神」。
2001年至2008年，上海合作组织发展迅速，建立了多个常设机构和处理经济和安全事务的临时机构。
2002年6月，上海合作组织成员国元首在俄罗斯圣彼得堡举行会议，签署了《上海合作组织宪章》，阐述了本组织的宗旨、原则、组织结构和运作方式。它于2003年9月19日生效。
2005年7月，在哈萨克斯坦阿斯塔纳峰会上，印度、伊朗、蒙古、巴基斯坦代表首次参加上海合作组织峰会，哈萨克斯坦总统纳扎尔巴耶夫向嘉宾致意：“坐在这张谈判桌上的国家领导人是人类一半的代表”。
截至2007年，上合组织已启动了20多个涉及交通、能源和电信的大型项目，并定期举行成员国安全、军事、国防、外交、经济、文化、银行和其他官员会议。
2015年7月，上海合作组织在俄罗斯乌法决定接纳印度和巴基斯坦为正式成员。2016年6月，双方在塔什干签署了义务备忘录，从而启动了加入上合组织的进程。2017年6月，在哈萨克斯坦峰会上，印度和巴基斯坦正式加入上海合作组织，成为正式成员。
2022年9月，上海合作组织在撒马尔罕举办峰会，签署了关于伊朗加入上海合作组织义务的备忘录。2023年7月4日，伊朗在上海合作组织成员国元首理事会第二十三次会议上被正式接纳为成员国，这使得上海合作组织的成员国数量达到了9个。
2004年，上海合作组织与联合国（大会观察员）建立关系，2005年与独立国家联合体建立关系，2005年与东南亚国家联盟（东盟）建立关系，2007年与集体安全条约组织建立关系，2007年经济合作组织、2011年联合国毒品和犯罪问题办公室、2014年亚洲相互协作与建立信任措施会议（亚信）以及2015年联合国亚洲及太平洋经济社会委员会（亚太经社会）。2018年，上合组织地区反恐机构（RATS）与非盟非洲恐怖主义研究中心（ACSRT）建立了关系。

### 历史
上海合作组织的前身是上海五国会晤机制。2001年6月14日，上海五国元首在上海举行第六次会晤，乌兹别克斯坦总统卡里莫夫亦出席了此次会晤，会上六国领导人签署了六国元首联合声明，声明表示乌兹别克斯坦以完全平等的身份加入上海五国。
2001年6月15日，六国元首举行首次会议，并签署了《上海合作组织成立宣言》和《关于打击恐怖主义、分裂主义和极端主义的上海公约》，上海合作组织正式成立。
2002年6月7日，上海合作组织成员国第二次首脑会晤在俄羅斯聖彼得堡举行，会上签署了《上海合作组织宪章》、《关于地区反恐怖机构的协定》和《上海合作组织成员国元首宣言》三个文件。
2003年5月29日，上海合作組織成員國第三次首腦會晤在俄羅斯莫斯科舉行，簽署了《上海合作組織成員國元首宣言》。中华人民共和国駐俄羅斯大使张德广被任命為本組織首任秘書長。
2003年8月6日至12日，上海合作組織首先舉行在哈萨克斯坦和中国境内的多國聯合反恐軍事演習。
2004年1月15日，上海合作組織秘書處在中华人民共和国首都北京舉行成立儀式。
2004年6月17日，上海合作組織峰會在烏茲別克首都塔什干舉行。會上包括有中华人民共和国主席胡錦濤做了主题为《加強務實合作共謀和平發展》的演讲，各國亦簽署《上海合作組織成員國元首塔什干宣言》。同日，設在塔什干的「上海合作組織地區反恐機構正式啟動。蒙古国獲接纳为观察员。
2005年7月4日，在哈萨克斯坦首都阿斯塔纳举行的首脑会议上，六國元首簽署了《上海合作组织成员国元首宣言》。呼籲美國等制定撤離駐中亞軍事基地的期限。伊朗、巴基斯坦和印度獲接纳为观察员。白俄罗斯正在争取加入。
2006年6月15日，上海合作组织成员国理事会会议在中国城市上海举办，主要议题是关于加强当代信息安全，通过合作加大各国保障信息安全的力度。
2007年8月16日，上海合作组织元首理事会会议在吉尔吉斯斯坦首都比什凯克举行。为维护上海合作组织范围内的安全与稳定，时任中华人民共和国主席的胡锦涛和哈萨克斯坦共和国、吉尔吉斯共和国、俄罗斯联邦、塔吉克斯坦共和国、乌兹别克斯坦共和国元首共同签署了《上海合作组织成员国长期睦邻友好合作条约》，该合约致力于缔约各方的“和平共处、世代友好”。鉴于国际信息安全问题日益突出，本次峰会将通过上海合作组织成员国保障国际信息安全行动计划。
2009年5月15日，莫斯科舉行組織外長會議。俄羅斯外長拉夫罗夫在當天外長會議結束後對媒體表示，目前，很多國家在爭取與上合組織進行合作。因此，上合組織特別制定了一個對話夥伴地位。他透露，各國外長商定將向下月參加葉卡捷琳堡峰會的各國元首建議，給予白俄羅斯和斯里蘭卡上合組織對話夥伴地位。
2014年9月12日，上海合作组织成员国元首理事会第十四次会议发表《上海合作组织成员国元首理事会会议新闻公报》。元首们批准了《给予上海合作组织成员国地位程序》和《关于申请国加入上海合作组织义务的备忘录范本》修订案，以推进完善本组织活动的法律基础。并决定加快建立组织发展基金和开发银行。
2015年7月10日，启动接纳巴基斯坦和印度加入上海合作组织的程序，同時給予亞美尼亞、亞塞拜然、尼泊爾和柬埔寨上合組織對話夥伴地位，并决定赋予白俄罗斯观察员地位。2016年6月24日，印度和巴基斯坦签署《加入上海合作组织义务的备忘录》。
2017年6月9日，上合組織阿斯塔納峰會，印度和巴基斯坦完成入會的正式手續，成為上合組織首次的成員擴展。
2021年9月17日，上海合作组织成员国元首理事会第二十一次会议启动接收伊朗为成员的程序，吸收沙特阿拉伯、埃及、卡塔尔为新的对话伙伴。
2022年9月15日，伊朗签署《加入上海合作组织义务的备忘录》；16日，上海合作组织成员国元首理事会第二十二次会议启动接收白俄罗斯为成员的程序，吸收巴林、马尔代夫、科威特、阿联酋、缅甸为新的对话伙伴。
2023年7月4日，伊朗正式成为上海合作组织成员国。
2024年7月4日，白俄罗斯成为上海合作组织成员国。

### “上海五国”年度元首会晤
|   | 日期                | 国家           | 举办地                     |
| - | ------------------- | -------------- | -------------------------- |
| 1 | 1996年4月25日－26日 | 中华人民共和国 | 中华人民共和国上海         |
| 2 | 1997年4月24日       | 俄罗斯         | 俄罗斯联邦莫斯科           |
| 3 | 1998年7月3日        | 哈萨克斯坦     | 哈萨克斯坦共和国阿拉木圖   |
| 4 | 1999年8月24日－26日 | 吉尔吉斯斯坦   | 吉尔吉斯斯坦共和国比什凯克 |
| 5 | 2000年7月3日－5日   | 塔吉克斯坦     | 塔吉克斯坦共和国杜尚别     |

### 上海合作组织高级会议

#### 峰会

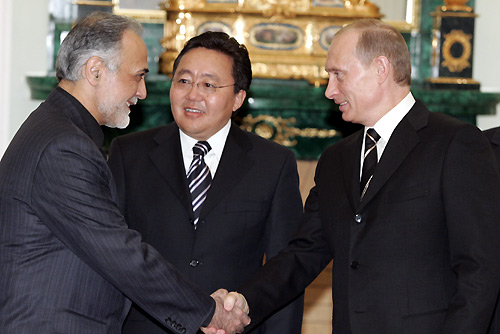
2005年普京、額勒貝格道爾吉、哈塔米相互問好

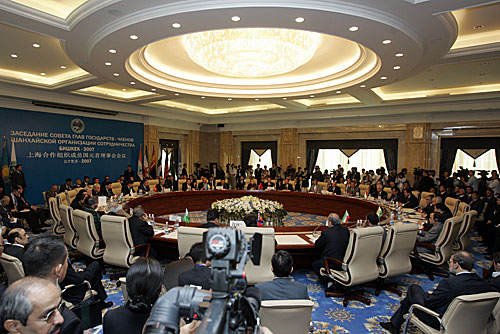
2007年比什凯克（吉尔吉斯斯坦）峰会。

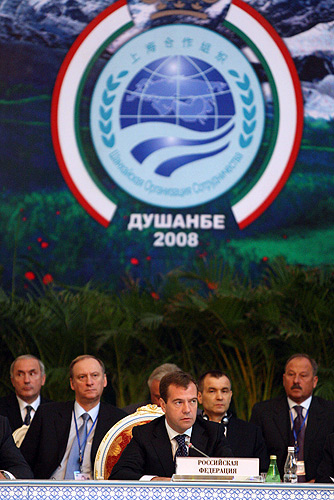
2008會場

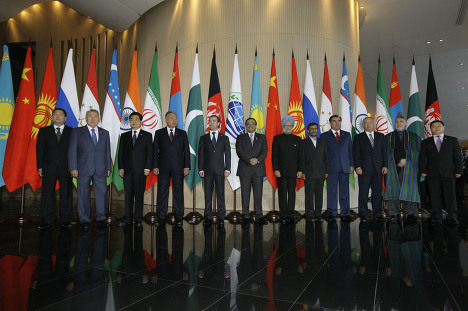
2009年上海合作組織會議在俄羅斯葉卡捷琳堡的各國元首

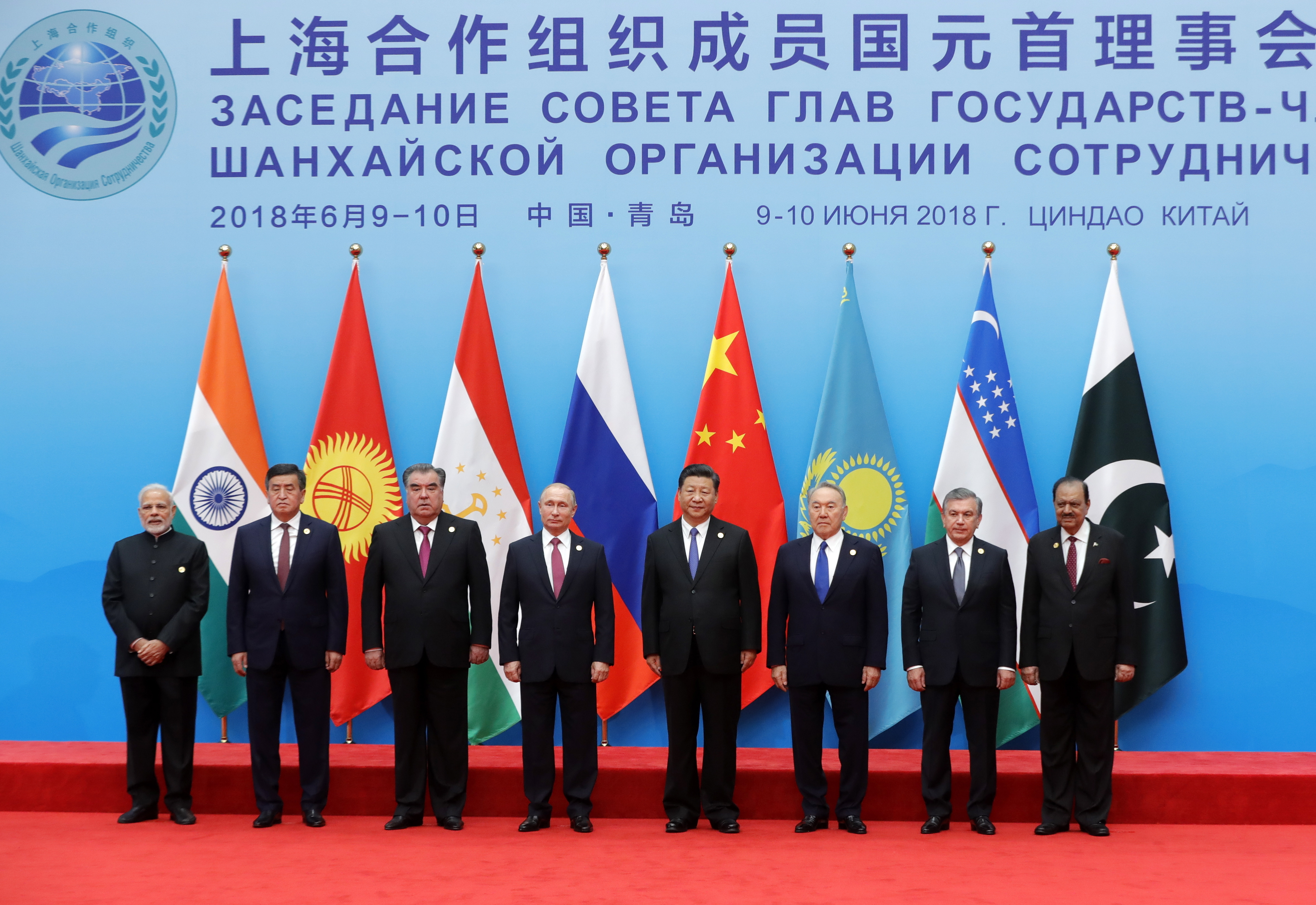
成员国元首出席2018年中国山东青岛峰会

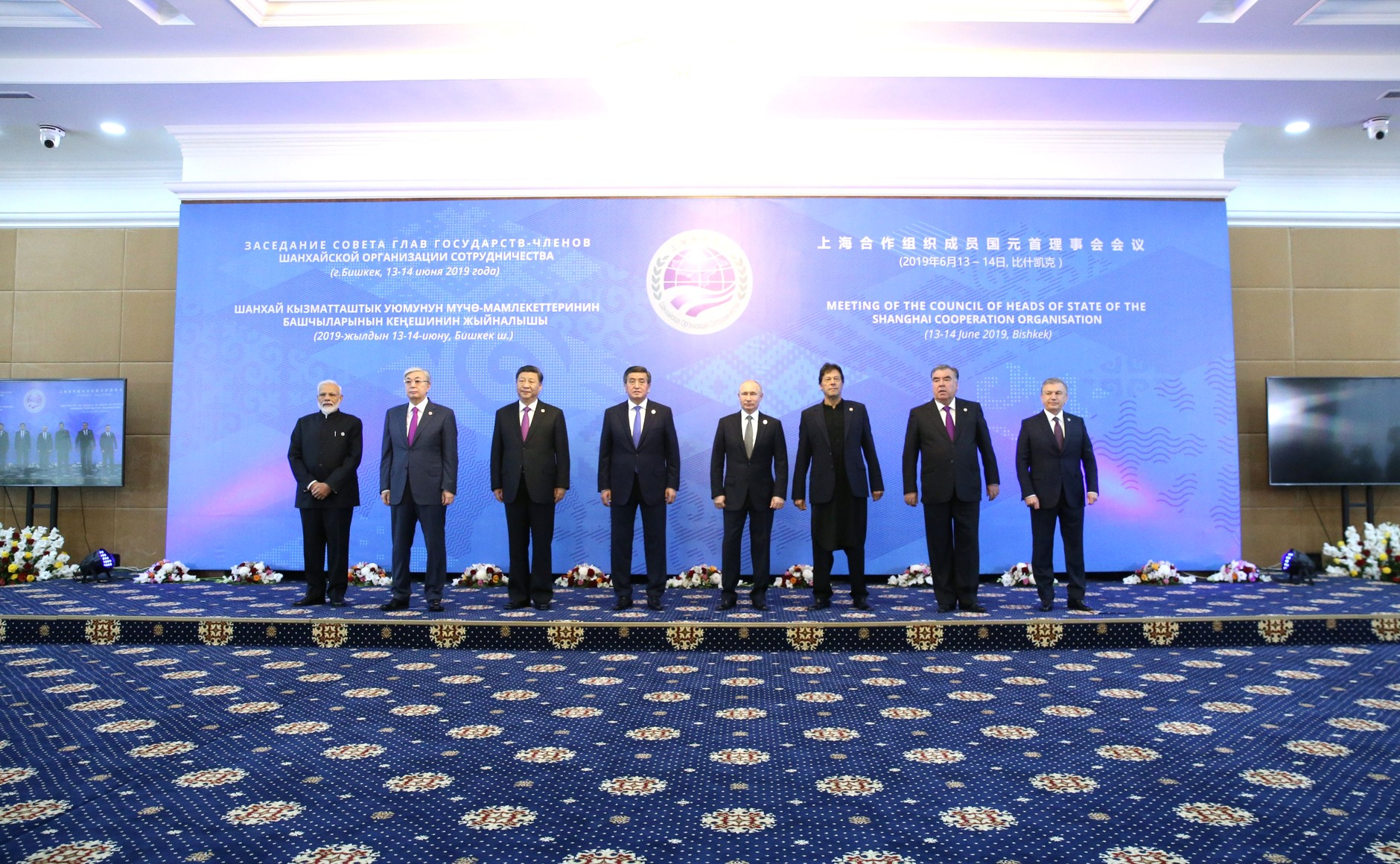
2019年峰会成员国国家元首和政府首脑

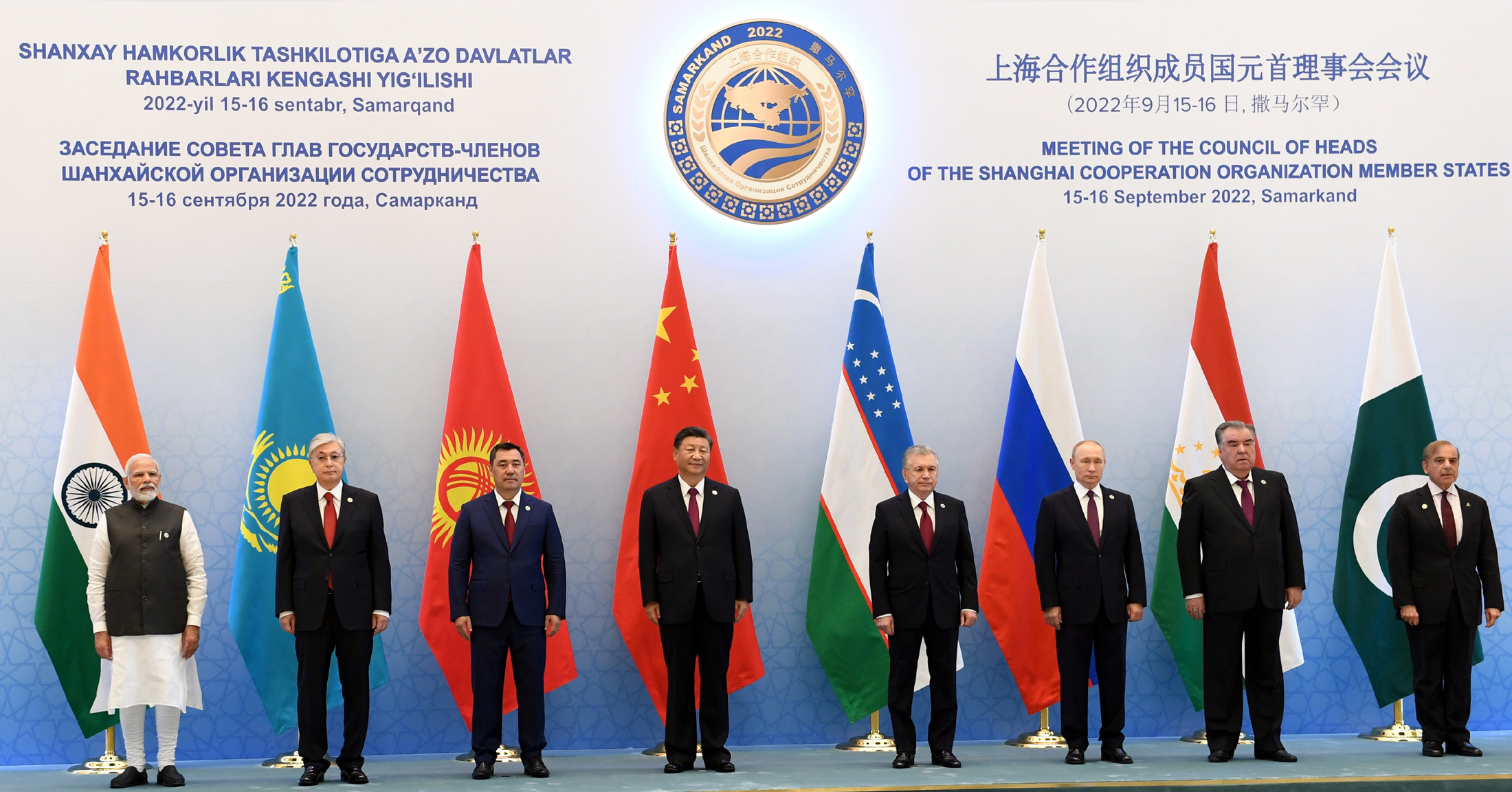
成员国国家元首和政府首脑出席2022年乌兹别克斯坦撒马尔罕峰会

根据《上海合作组织宪章》，成员国元首理事会峰会每年轮流举行。这些峰会的地点按照成员国俄语名称的字母顺序排列。宪章还规定，政府首脑理事会（即总理）每年应在理事会成员决定的地点举行会议。外交部长理事会应在年度国家元首峰会前一个月举行峰会。外交部长理事会特别会议可由任何两个成员国召集。
| 年度峰会 | 年度峰会             | 年度峰会       | 年度峰会             |
|          | 日期                 | 国家           | 举办地               |
| -------- | -------------------- | -------------- | -------------------- |
| 1        | 2001年6月14日－15日  | 中华人民共和国 | 中国上海             |
| 2        | 2002年6月7日         | 俄罗斯         | 俄罗斯圣彼得堡       |
| 3        | 2003年5月29日        | 俄罗斯         | 俄罗斯莫斯科         |
| 4        | 2004年6月17日        | 乌兹别克斯坦   | 乌兹别克斯坦塔什干   |
| 5        | 2005年7月5日         | 哈萨克斯坦     | 哈萨克斯坦阿斯塔纳   |
| 6        | 2006年6月14日－15日  | 中华人民共和国 | 中国上海             |
| 7        | 2007年8月16日        | 吉尔吉斯斯坦   | 吉尔吉斯斯坦比什凯克 |
| 8        | 2008年8月28日        | 塔吉克斯坦     | 塔吉克斯坦杜尚别     |
| 9        | 2009年6月15日－16日  | 俄罗斯         | 俄罗斯叶卡捷琳堡     |
| 10       | 2010年6月10日-11日   | 乌兹别克斯坦   | 乌兹别克斯坦塔什干   |
| 11       | 2011年6月15日        | 哈萨克斯坦     | 哈萨克斯坦阿斯塔纳   |
| 12       | 2012年6月6日－7日    | 中华人民共和国 | 中国北京             |
| 13       | 2013年9月13日        | 吉尔吉斯斯坦   | 吉尔吉斯斯坦比什凯克 |
| 14       | 2014年9月11日－12日  | 塔吉克斯坦     | 塔吉克斯坦杜尚别     |
| 15       | 2015年7月9日－10日   | 俄罗斯         | 俄罗斯乌法           |
| 16       | 2016年6月23日－24日  | 乌兹别克斯坦   | 乌兹别克斯坦塔什干   |
| 17       | 2017年6月8日－9日    | 哈萨克斯坦     | 哈萨克斯坦阿斯塔纳   |
| 18       | 2018年6月9日－10日   | 中华人民共和国 | 中国青岛             |
| 19       | 2019年6月14日－15日  | 吉尔吉斯斯坦   | 吉尔吉斯斯坦比什凯克 |
| 20       | 2020年11月10日       | 俄罗斯         | 俄罗斯（视频会议）   |
| 21       | 2021年9月16日－17日  | 塔吉克斯坦     | 塔吉克斯坦杜尚别     |
| 22       | 2022年9月15日－16日  | 乌兹别克斯坦   | 乌兹别克斯坦撒马尔罕 |
| 23       | 2023年7月4日         | 印度           | 印度（视频会议）     |
| 24       | 2024年7月3日－4日    | 哈萨克斯坦     | 哈萨克斯坦阿斯塔纳   |
| 25       | 2025年8月31日-9月1日 | 中华人民共和国 | 中国天津             |
| 26       | 2026年（日期待定）   | 吉尔吉斯斯坦   | 吉尔吉斯斯坦         |

#### 总理理事会
| 总理理事会 | 总理理事会           | 总理理事会     | 总理理事会           |
|            | 日期                 | 国家           | 举办地               |
| ---------- | -------------------- | -------------- | -------------------- |
| 1          | 2001年9月            | 哈萨克斯坦     | 哈萨克斯坦阿拉木图   |
| 2          | 2003年9月23日        | 中华人民共和国 | 中国北京             |
| 3          | 2004年9月23日        | 吉尔吉斯斯坦   | 吉尔吉斯斯坦比什凯克 |
| 4          | 2005年10月26日       | 俄罗斯         | 俄罗斯莫斯科         |
| 5          | 2006年9月15日        | 塔吉克斯坦     | 塔吉克斯坦杜尚别     |
| 6          | 2007年11月2日        | 乌兹别克斯坦   | 乌兹别克斯坦塔什干   |
| 7          | 2008年10月30日       | 哈萨克斯坦     | 哈萨克斯坦阿斯塔纳   |
| 8          | 2009年10月14日       | 中华人民共和国 | 中国北京             |
| 9          | 2010年11月25日       | 塔吉克斯坦     | 塔吉克斯坦杜尚别     |
| 10         | 2011年11月7日        | 俄罗斯         | 俄罗斯圣彼得堡       |
| 11         | 2012年12月5日        | 吉尔吉斯斯坦   | 吉尔吉斯斯坦比什凯克 |
| 12         | 2013年11月29日       | 乌兹别克斯坦   | 乌兹别克斯坦塔什干   |
| 13         | 2014年12月14日－15日 | 哈萨克斯坦     | 哈萨克斯坦阿斯塔纳   |
| 14         | 2015年12月14日－15日 | 中华人民共和国 | 中国郑州             |
| 15         | 2016年11月2日－3日   | 吉尔吉斯斯坦   | 吉尔吉斯斯坦比什凯克 |
| 16         | 2017年12月1日－2日   | 俄罗斯         | 俄罗斯索契           |
| 17         | 2018年10月11日－12日 | 塔吉克斯坦     | 塔吉克斯坦杜尚别     |
| 18         | 2019年11月1日－2日   | 乌兹别克斯坦   | 乌兹别克斯坦塔什干   |
| 19         | 2020年11月30日       | 印度           | 印度                 |
| 20         | 2021年11月24日－25日 | 哈萨克斯坦     | 哈萨克斯坦努尔苏丹   |
| 21         | 2022年11月1日        | 中国           | 中国（视频会议）     |
| 22         | 2023年10月26日       | 吉尔吉斯斯坦   | 吉尔吉斯斯坦比什凯克 |
| 23         | 2024年10月15日－16日 | 巴基斯坦       | 巴基斯坦伊斯兰堡     |
| 24         | 2025年（日期待定）   | 俄罗斯         | 俄罗斯               |
| 25         | 2026年               | 待定           | 待定                 |

## 活动

### 安全合作
截至2023年，上合组织主要关注安全相关问题，将其面临的主要威胁定为恐怖主义、分离主义和极端主义。它解决了区域人口贩运和武器贩运问题，并制定了恐怖分子黑名单。
2004年6月16日至17日在乌兹别克斯坦塔什干举行的上合组织峰会上，建立了地区反恐机构（RATS）。2006年4月21日，上海合作组织宣布了在反恐框架下打击跨境毒品犯罪的计划。
2007年10月，上海合作组织与集体安全条约组织（CSTO）在塔吉克斯坦首都杜尚别签署了一项协议，以扩大在安全、犯罪和贩毒等问题上的合作。
截至2010年，该组织反对网络战，称传播“对其他国家的精神、道德和文化领域有害”的信息应被视为“安全威胁”。2009年通过的一项协议将“信息战”定义为一个国家破坏另一个国家“政治、经济和社会体系”的努力。《外交家》2017年报道称，上海合作组织已挫败了600起恐怖阴谋并引渡了500名恐怖分子。反恐委员会第36次会议决定2021年在巴基斯坦举行“Pabbi-Antiterror-2021”联合反恐演习。

### 军事活动

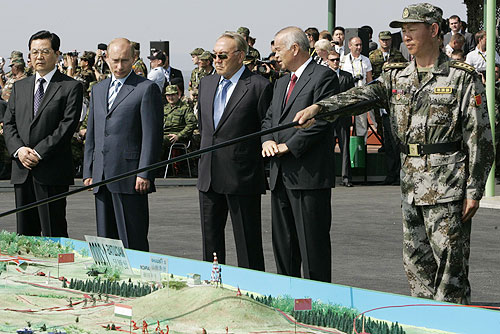
上合组织领导人出席2007年和平使命军事演习。从左至右依次是胡锦涛、弗拉基米尔·普京、努尔苏丹·纳扎尔巴耶夫和伊斯兰·卡里莫夫

截至2009年，该组织的活动范围扩大到包括加强军事合作、情报共享和反恐。但上合组织成员国领导人多次表示，上合组织不是军事联盟。
截至2023年，上合组织尚未在任何实际冲突中提供军事支持。不过，截至2017年，成员国之间定期举行军事演习，以促进打击恐怖主义和其他外部威胁的合作与协调，并维护地区和平与稳定。上合组织已举行多次联合军事演习。首届于2003年举行，第一阶段在哈萨克斯坦举行，第二阶段在中国举行。此后，在上海合作组织的主持下，中国和俄罗斯在“和平使命2005”、“和平使命2007”和“和平使命2009”中联手举行了大规模军演。超过4000名士兵参加了2007年和平使命联合军事演习，演习在俄罗斯乌拉尔山脉附近的车里雅宾斯克举行，这是2006年4月上合组织国防部长会议商定的。2010年，俄罗斯国防部长谢尔盖·伊万诺夫表示，演习将是透明的，并向媒体和公众开放。军演成功结束后，俄罗斯官员开始谈论印度未来加入此类演习以及上海合作组织发挥军事作用。“和平使命2010”于9月9日至25日在哈萨克斯坦的Matybulak训练区进行，来自中国、俄罗斯、哈萨克斯坦、吉尔吉斯斯坦和塔吉克斯坦的5,000多名人员进行了联合规划和行动演习。
上合组织已成为成员国发布更大规模军事声明的平台。2007年在俄罗斯举行的军事演习期间，包括中国国家主席胡锦涛在内的上合组织成员国领导人都出席了演习，俄罗斯总统弗拉基米尔·普京利用这个机会吸引了观众。他说，俄罗斯战略轰炸机将自冷战以来首次恢复定期远程巡逻。普京表示：“从今天开始，此类巡视将在战略规模上定期进行。”，“我们的飞行员已经停飞太久了。他们很高兴开始新的生活”。
2014年6月，塔吉克斯坦首都杜尚别提出了将上合组织与集体安全条约组织合并的想法。 然而，截至2022年底，随着俄罗斯于2022年入侵乌克兰，许多上合组织甚至集体安全条约组织成员已远离与俄罗斯的军事合作。

#### 联合军演
“和平使命”是框架内举行的多边联合反恐军事演习，首次演习于2005年举行，自2014年每两年举行一次。经过多年发展，“和平使命”系列联合军事演习已成为上海合作组织框架下反恐安全合作的重要标志之一，也成为成员国之间促进对外军事交流的重要窗口。
- “和平使命-2005”—上海合作组织成员武装力量首次联合军演，在俄罗斯符拉迪沃斯托克和中国山东半岛及附近海域举行。
- “和平使命-2007”—上海合作组织成员武装力量联合反恐军事演习在俄罗斯城市车里雅宾斯克举行。上海合作组织全部成员参加此次军演，共有各国部队5500多人参与，是联合反恐演习历史上规模最大的一次。2007年8月6日首次举行实兵合练，而在8月17日正式开始演习。此次演习针对地区恐怖主义、分裂主义和极端主义活动而举行的。[121]
- “和平使命-2009”
- “和平使命-2013”
- “和平使命-2014”— 於朱日和戰術基地展開[122]，以應對國際恐怖勢力升溫。
- “和平使命-2016”
- “和平使命-2018”
- “和平使命-2021”

### 经济合作

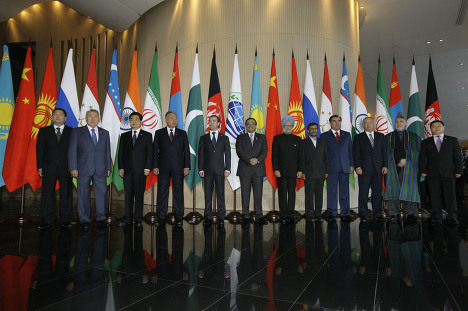
2009年，各国领导人出席在俄罗斯叶卡捷琳堡举行的上合组织峰会。

2003年9月，上海合作组织成员国签署了加强经济合作框架协议。在同次会议上，中国总理温家宝提出了在上合组织建立自由贸易区的长期目标，同时将采取其他更直接的措施来改善该地区的货物流通。一年后，即2004年9月23日，签署了包含100项具体行动的后续计划。
2005年10月，上合组织莫斯科峰会期间，上合组织秘书长表示，上合组织将优先开展能源合作项目；包括石油和天然气领域、碳氢化合物储量的勘探以及水资源的联合利用。双方还商定成立上合组织银行联合体，以便为未来的联合项目提供资金。2006年2月，上海合作组织银行间联合体第一次会议在北京召开。2006年11月，在阿拉木图举行的“上合组织：结果与展望”国际会议上，俄罗斯外交部代表宣布俄罗斯正在制定上合组织“能源俱乐部”计划。2007年11月，莫斯科在上合组织峰会上重申了建立“能源俱乐部”的必要性。然而，其他上海合作组织成员国并未承诺这一想法。2008年峰会期间指出，“在世界经济增长放缓的背景下，奉行负责任的货币和金融政策，控制资本流动，确保粮食和能源安全变得越来越重要”。
在2007年上合组织峰会上，伊朗副总统帕尔维兹·达沃迪在谈到一项引起更大兴趣的倡议时表示，“上海合作组织是设计独立于国际银行体系的新银行体系的良好场所”。
普京总统发表了以下评论：
我们现在清楚地看到了世界金融垄断和经济自私政策的缺陷。为了解决当前问题，俄罗斯将参与改变全球金融结构，以便能够保证世界的稳定与繁荣并确保进步。
随着新的经济增长和政治影响力中心的出现，世界正在看到一种截然不同的地缘政治局势的出现。
我们将见证并参与适应21世纪新现实的全球和地区安全与发展架构的转变，此时稳定与繁荣正成为不可分割的概念。
2009年6月，在叶卡捷琳堡峰会上，中国宣布计划向其他上合组织成员国提供100亿美元贷款，以支撑其成员国在全球金融危机中陷入困境的经济。此次峰会与首届金砖四国峰会同时举行，中俄联合声明表示希望在国际货币基金组织获得更大份额。
2014年，欧亚经济联盟成立，俄罗斯、哈萨克斯坦和吉尔吉斯斯坦为成员。
在2019年比什凯克峰会期间，巴基斯坦总理伊姆兰·汗建议采取措施以当地货币而非美元进行贸易，并建立包括上合组织银行在内的金融机构。
2022年6月，伊朗外交部经济外交副部长迈赫迪·萨法里建议创建上合组织单一货币，以促进上合组织成员国之间的贸易和金融交易。
2022年10月19日至22日期间，伊朗主办了一场为上合组织成员国和合作伙伴提供经济合作机会的国际会议和展览。
作为上合组织经济议程的一部分，它建立了一个相对成功的学生交流项目，称为上合组织大学。

### 文化合作
2002年4月12日，上合组织文化部长在北京首次会晤，签署了继续合作的联合声明。第三次文化部长会议于2006年4月27日至28日在乌兹别克斯坦塔什干举行。
2005年阿斯塔纳峰会期间首次举办了上合组织艺术节和展览。哈萨克斯坦建议2008年在阿斯塔纳举办上合组织民间舞蹈节。

### 上合组织+
SCO+论坛形式由统一俄罗斯党于2020年10月发起。这种形式不仅包括上海合作组织国家（成员国、观察员、候选国）的党际互动，还包括独联体国家和金砖国家的互动。
它在2020年10月22日至23日举行的上合组织+国际党际论坛“经济为民”期间首次使用。统一俄罗斯党主席德米特里·梅德韦杰夫、上合组织成员国部长、塞尔维亚总统武契奇、独联体国家和金砖国家大使和外交官等25个国家的发言人出席了论坛。俄罗斯总统弗拉基米尔·普京向论坛与会者致以问候。

### 联合国合作
2023年9月，联合国批准题为“联合国同上海合作组织的合作”的联合国决议A/77/L.107。表决结果为80票赞成、2票反对、47票弃权。美国和以色列是仅有的两个对该决议投反对票的国家。

## 分析
欧洲议会研究服务处2015年的一份文件总结道：“迄今为止，上合组织的主要成就是为其成员国提供了一个平衡利益冲突并缓解双边紧张局势的合作论坛。它建立了联合能力，并就成员国间的共同做法达成了一致。”上合组织致力于打击恐怖主义、分离主义和极端主义，但由于机构薄弱、实施联合项目缺乏共同财政资金、国家利益冲突等重大缺陷，阻碍了上合组织在其他领域实现更高水平的区域合作。

### 与西方的关系
美国曾申请上海合作组织观察员地位，但于2005年被拒绝。
2005年7月阿斯塔纳峰会上，阿富汗和伊拉克战争预示着美军将无限期驻扎在乌兹别克斯坦和吉尔吉斯斯坦，上合组织要求美国制定从上合组织成员国撤军的明确时间表。不久之后，乌兹别克斯坦要求美国离开K2空军基地。
2007年的一份报告指出，上海合作组织没有对美国或其在该地区的军事存在发表直接评论；然而，过去峰会上的一些间接声明被西方媒体视为“对华盛顿的不加掩饰的攻击”。
从2001年到2008年，西方对上合组织的反应普遍是对该组织目标的怀疑。然而，到了2010年代，西方越来越多地开始将上合组织视为该地区稳定的潜在贡献者，特别是关于阿富汗。
尽管欧洲外交关系委员在2022年将上合组织称为“反北约联盟”，但其成员国之间明显的不一致阻碍了其成为有效的地缘政治联盟。截至2023年7月，印度和中亚国家与西方和俄罗斯都保持着友好合作，印度同时与巴基斯坦和中国发生过激烈冲突，这一直限制着中俄合作组建一个反西方集团的可能性。

### 地缘政治方面

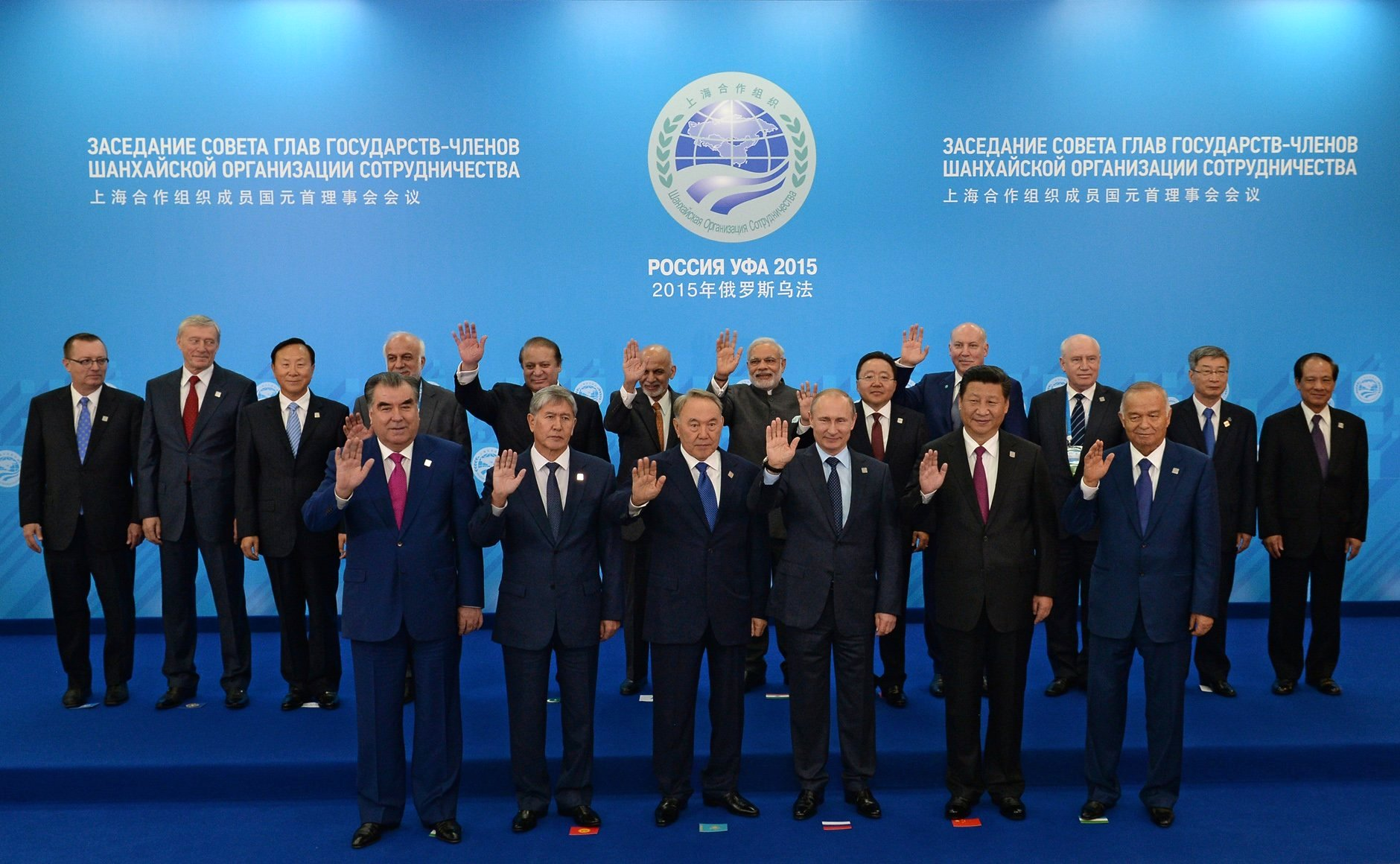
2015年上合组织峰会在俄罗斯乌法举行

上合组织和北约成员国

2005年哈萨克斯坦峰会上，上海合作组织发表了《上海合作组织成员国元首宣言》，其中指出：“成员国元首指出，在矛盾的全球化进程背景下，建立在基础之上的多边合作 平等权利和相互尊重、不干涉主权国家内政、非对抗性思维方式和不断走向国际关系民主化的原则有助于总体和平与安全，并呼吁国际社会，无论 意识形态和社会结构的差异，形成基于互信、互利、平等、互动的新安全观。”
2005年11月，俄罗斯外交部长谢尔盖·拉夫罗夫重申，“上海合作组织正在致力于建立一个合理、公正的世界秩序”，并且“上海合作组织为我们提供了一个独特的机会来参与形成这一进程”。一种全新的地缘政治一体化模式”。
2007年，马修·布鲁默追踪了上合组织向波斯湾扩张的影响。根据政治学家托马斯的说法，2008年上合组织的目标之一是确保自由民主无法在这些国家取得进展。2016年，政治学家托马斯·芬加尔写道，中国牵头建立上海五国主要是为了限制俄罗斯在中亚重新发挥影响力的能力。
2008年，伊朗作家哈米德·戈尔皮拉曾就此话题说道：“根据布热津斯基的理论，控制欧亚大陆是统治全球的关键，控制中亚是控制欧亚大陆的关键......俄罗斯和中国自2001年成立上海合作组织以来一直关注布热津斯基的理论，表面上是为了遏制该地区的极端主义并加强边境安全，但真正的目的很可能是制衡美国和北约在中亚的其他国家活动”。
2008年，《人民日报》写道：“宣言指出，上合组织成员国有能力、有责任维护中亚地区安全，呼吁西方国家撤离中亚，这是最明显的信号。”
2023年1月，印度作为上合组织主席国，邀请巴基斯坦外长和首席大法官出席2023年5月在果阿举行的会议。截至2023年5月，印度和巴基斯坦继续围绕恐怖主义发生争执，而中亚成员国吉尔吉斯斯坦和塔吉克斯坦则因边界争端爆发武装冲突。上合组织不是解决双边问题的平台，其成员国也不愿意多边调解争端。由于成员国之间的议程存在巨大分歧，印度评论家甚至将其称为“上海矛盾组织”。